# Sparfloksacyna
Sparfloksacyna (łac. sparfloxacinum) – organiczny związek chemiczny, chemioterapeutyk należący do III generacji fluorochinolonów. Działa na bakterie Gram-ujemne, ale w odróżnieniu od chinolonów starszych generacji wykazuje też aktywność wobec bakterii Gram-dodatnich oraz patogenów atypowych.

## Mechanizm działania
Hamuje podjednostkę A enzymu bakteryjnego – gyrazy DNA, a także topoizomerazę IV. Gyraza jest odpowiedzialna za naprawę nici DNA, a także pozwala przybrać jej kształt podwójnej helisy. Zahamowanie aktywności gyrazy DNA prowadzi do zniesienia replikacji DNA, zatrzymania metabolizmu bakterii i w rezultacie następuje śmierć komórki.

## Farmakokinetyka
Lek dobrze wchłania się z przewodu pokarmowego (pokarm może spowolnić wchłanianie). Okres półtrwania w surowicy krwi wynosi 16–30 godzin. Lek jest metabolizowany w wątrobie, gdzie ulega sprzężeniu z kwasem glukuronowym. Dostępność biologiczna leku wynosi 92%. Wiąże się z białkami osocza w 45%.

## Wskazania
Zapalenia płuc i zakażenia bakterią Chlamydia pneumoniae. Jej stosowanie jest ograniczone przez liczne działania niepożądane – głównie zaburzenia rytmu serca i nadwrażliwość na światło.

## Działania niepożądane
- utrata łaknienia
- zaburzenia smaku
- nudności
- wymioty
- biegunka
- odczyny uczuleniowe
- fotodermatozy[3]
- bóle i zawroty głowy

## Postacie handlowe
- Zagam – tabletki powlekane 200 mg